# Happy Wkręt
Happy Wkręt (ang. Happily N’Ever After, 2006) – niemiecko-amerykański film animowany, zrealizowany w technologii 3D. Film nawiązuje do baśni Braci Grimm.

## Obsada
- Freddie Prinze Jr. – Rick
- Sarah Michelle Gellar – Ella (Cinderella)
- Sigourney Weaver – Frida
- Wallace Shawn – Munk
- George Carlin – Czarodziej
- Andy Dick – Mambo
- Phil Proctor – Amigo
- Patrick Warburton – Książę

i inni

## Wersja polska
- Opracowanie wersji polskiej: HAGI FILM WROCŁAW
- Reżyser: Igor Kujawski
- Dialogi: Piotr Skotnicki
- Kierownictwo produkcji: Stefan Hałabiś
- Asystent: Robert Maniak
- Dźwięk: Aneta Michalczyk-Falana
- Montaż: Gabriela Turant-Wiśniewska
- Tekst piosenek: Janusz Onufrowicz
- Kierownictwo muzyczne: Piotr Gogol
- Zgranie Dolby: Robert Buczkowski
- Wystąpili:

- Danuta Stenka – Frida
- Agnieszka Kunikowska – Ella (Kopciuszek)
- Wojciech Malajkat – Rick
- Maciej Miecznikowski – Książę
- Krzysztof Tyniec – Mambo
- Piotr Gąsowski – Munk
- Miłogost Reczek – Titelitury
- Agnieszka Matysiak – Wróżka
- Krzysztof Dracz – Szef Krasnali
- Krzysztof Gosztyła – Szef Wilków
- Adam Ferency – Czarodziej
- Anna Dereszowska – Siostra #1
- Aldona Struzik – Siostra #2
- Dominika Kluźniak – Niemowlę
- Igor Kujawski – Olbrzym
- Brygida Turowska – Mama – piękna córka młynarza
- Miriam Aleksandrowicz – Wiedźma na motocyklu #1
- Anna Apostolakis – Wiedźma na motocyklu #2
- Sławomir Holland – Amigo – kucharz pałacowy #1
- Paweł Szczesny – Amigo – kucharz pałacowy #2
- Krzysztof Zakrzewski – Amigo – kucharz pałacowy #3
- Andrzej Arciszewski – Głupi troll
- Krzysztof Bień – Troll
- Karol Wróblewski – Wilk
- Andrzej Chudy
- Wojciech Paszkowski
- Anna Sochacka